# Drepanocladus
Drepanocladus là một chi rêu trong họ Amblystegiaceae.